# Identi.ca
identi.ca - platforma mikroblogowa oparta na oprogramowaniu StatusNet (aktualnie w wersji 0.8.1). 
Portal jest podobny w założeniach do serwisów Twitter i Blip (mikroblog Blip został zamknięty 31 sierpnia 2013 roku). Oprogramowanie serwisu obsługuje protokół XMPP, więc możliwe jest korzystanie z niego przy użyciu klientów Jabbera. Istnieje również możliwość zalogowania się do serwisu z użyciem uwierzytelnienia OpenID.
Poza publikowaniem krótkich (do 140 znaków) wpisów serwis umożliwia również tagowanie (znak # przed słowem stanowiącym treść wpisu czyni je tagiem), odpowiadanie użytkownikom (@nazwa_użytkownika: odpowiedź) czy zakładanie grup użytkowników (w treści wpisu !nazwa_grupy jest odnośnikiem).